# Паріс Канеллакіс
Паріс Христос Канеллакіс (грец. Πάρις Χρήστος Κανελλάκης, англ. Paris Christos Kanellakis; 3 грудня 1953, Афіни, Греція — 20 грудня 1995, поблизу Буги (Валье-дель-Каука), Колумбія, США) — грецький та американський інформатик.

## Біографія

### Освіта
Народився 3 грудня 1953 року в Афінах (Греція) у родині Елефтеріоса та Аргірули Канеллакісів. Батько Паріса був генералом.
У 1976 році Паріс закінчив Афінський національний технічний університет за спеціальністю «електротехніка». Науковим керівником дипломної роботи Канеллакіса був Еммануїл Протонотаріос.
В 1978 році він здобув ступінь магістра природничих наук в галузі комп'ютерної інженерії, закінчивши Массачусетський технологічний інститут (MIT). Науковими керівниками виступили Рональд Рівест та Майкл Атанс, а також Христос Пападімітріу, майбутній професор Гарвардського університету.
У 1982 році Паріс Канеллакіс здобув ступінь доктора філософії, захистивши дисертацію, підготовлену під керівництвом Христа Пападімітріу, який на той час вже працював у  Массачусетському технологічному інституті.

### Кар'єра

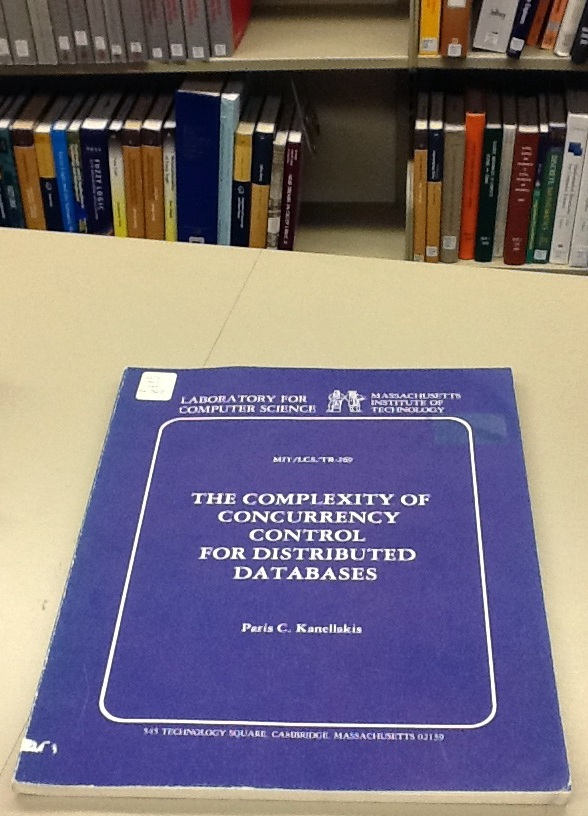
Копія докторської дисертації Паріса Канеллакіса у Массачусетському технологічному інституті

У 1981 році Паріс Канеллакіс почав працювати на факультеті інформатики Браунського університету на посаді асистент-професора, пізніше ставши асоційованим професором (1986), а потім професором (1990).
У 1984 році на деякий час він перервав свою діяльність в Браунському університеті і обійняв посаду запрошеного асистент-професора в Лабораторії інформатики та штучного інтелекту Массачусетського технологічного інституту (CSAIL), де він працював з Ненсі Лінч.
У 1988 році отримав громадянство США. У цьому ж році проводив дослідження в Національному інституті досліджень в галузі інформатики та автоматики (INRIA) у Франції, де співпрацював з Сержем Абітбулем.
У 1982—1991 роках Паріс Канеллакіс кілька разів працював у Дослідницькому центрі IBM імені Томаса Дж. Вотсона.

### Смерть
Паріс Канеллакіс загинув 20 грудня 1995 року разом зі своєю дружиною Марією Терезою Отоя та їх двома дітьми, донькою Александрою і сином Стефаносом, в авіаційній катастрофі під Калі (Колумбія), коли вони прямували з Каліфорнії на щорічну різдвяну святкову зустріч з родиною його дружини.

## Науково-дослідна та академічна діяльність
Науковий внесок Паріса Канеллакіса здійснено в галузях теорії баз даних, включаючи дедуктивні бази даних, об'єктно-орієнтовані бази даних і бази даних з обмеженнями, а також відмовостійкі розподілені обчислення і теорія типів.
Працюючи в Браунському університеті він був керівником сімох здобувачів ступеня доктора філософії, а також одного у Массачусетському технологічному інституті (Козмадакіс, 1985).
Перебував у складі програмних комітетів численних різних міжнародних зустрічей, в тому числі симпозіуму за принципами систем баз даних (PODS), конференції з надвеликими базами даних (VLDB), симпозіуму по логіці в інформатиці (LICS), симпозіуму з теорії обчислень (STOC), симпозіуму з основ інформатики (FOCS), симпозіуму з теоретичним аспектам інформатики (STACS) та симпозіуму з принципів розподілених обчислень (PODC).
Паріс Канеллакіс був редактором-консультантом наукових журналів «Information and Computation», «SIAM Journal on Computing», «Theoretical Computer Science», «ACM Transactions on Database Systems», «The Journal of Logic Programming», «Chicago Journal of Theoretical Computer Science» і «Applied Mathematics Letters», а також (на початкових етапах випуску) «Constraints».
У співавторстві з Алексом Шварцманом писав монографію «Fault-Tolerant Parallel Computation». На момент смерті Канеллакіса книга залишалася незавершеною.

## Пам'ять

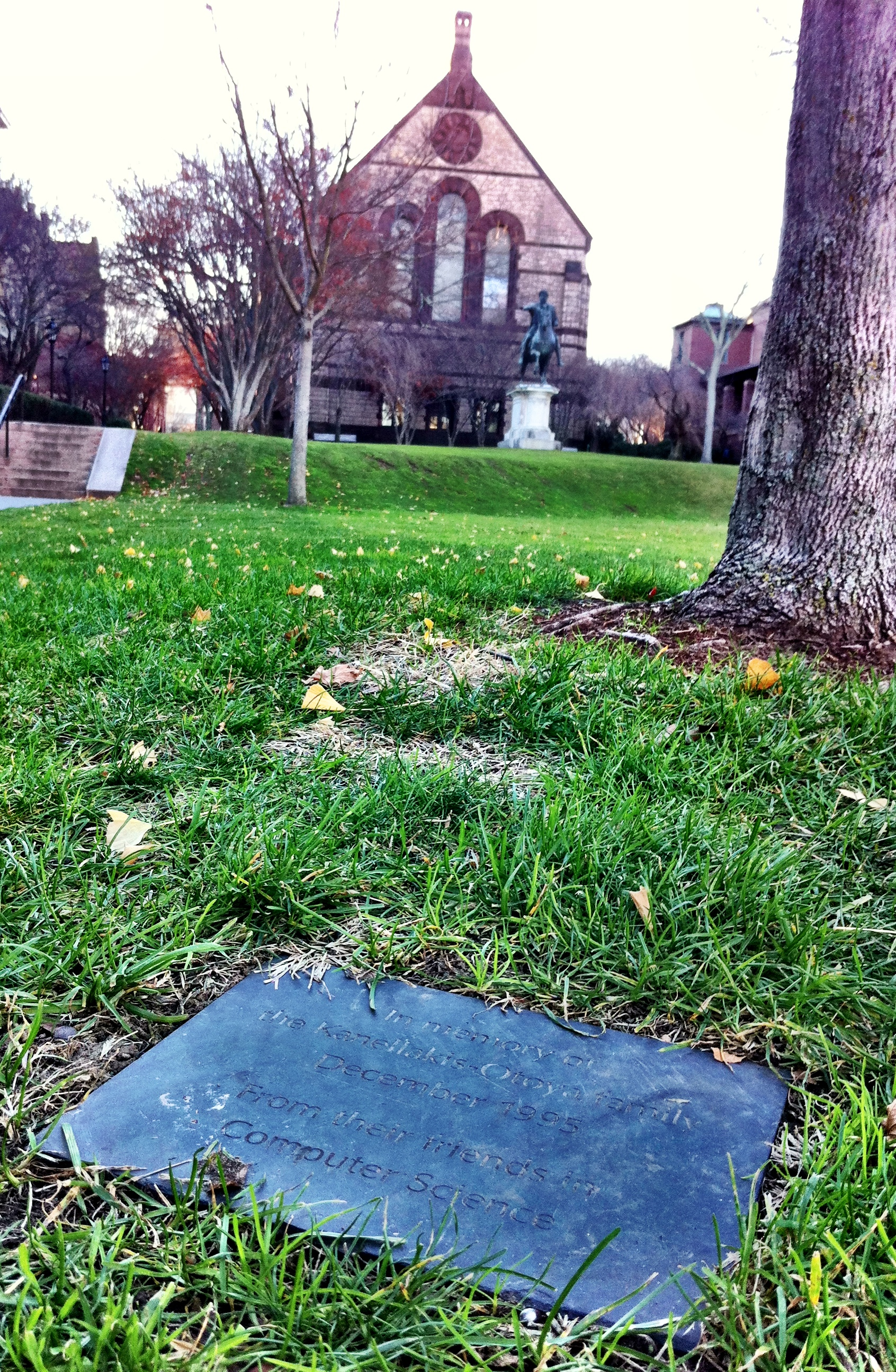
Меморіальна дошка Канеллакісу перед пам'ятним деревом в Браунському університеті. Напис свідчить: «В пам'ять про родину Канеллакіса-Отоя / Грудень 1995 / від їх друзів з [факультету] інформатики»

### Нагороди
У 1996 році Асоціація обчислювальної техніки заснувала Премію Паріса Канеллакіса за теоретичні та практичні досягнення, яка вручається щороку за «особливі теоретичні досягнення, які мали значний і очевидний вплив на практичний розвиток інформаційних технологій». Серед її лауреатів Леонард Адлеман, Вітфілд Діффі, Мартін Геллман, Ральф Меркле, Рональд Рівест, Аді Шамір, Володимир Вапник та багато інших.
У трьох організаціях, де вчився і працював Паріс Канеллакіс (Браунський університет, Массачусетський технологічний інститут (MIT) та Політехніон), на пожертви його батьків в пам'ять про нього були засновані три програми стипендій та один приз:
1. З 1997 року факультет інформатики Браунського університету щорічно надає дві Стипендії Паріса Канеллакіса (англ. Paris Kanellakis Fellowships), кожна з яких діє протягом одного року. Її удостоюються переважно студенти-постдипломники з Греції[15][16][17]. Серед володарів стипендії Христос Аманатідіс, Аріс Анагностопулос[18], Олександру Балан, Фотіні Балдімці, Гленкор Л. Боррадейл, Костас Буш, Еша Гош, Арджун Гуха, Сердар Кадиоглу, Эвгениос Корнаропулос, Іоанніс (Янніс) Вергадос[19] та багато інших.
2. З 1999 року факультет електротехніки та інформатики MIT щорічно надає одну Стипендію Паріса Канеллакіса (англ. Paris Kanellakis Fellowship), розраховану на один рік. Її удостоюються студенти-постдипломники грецького (в тому числі греко-американського) походження[20][21]. Серед її володарів Ніколаос Андрикояннопулос, Йоргос Ангелопулос, Христос Маріо Христудиас, Апостолос Фертіс, Василиос-Маріос Горцас та інші.
3. З 2000 року Афінський національний технічний університет щорічно вручає Приз Паріса Канеллакіса (англ. Paris Kanellakis Prize) студентам факультету електротехніки та комп'ютерної інженерії з найвищим середнім балом успішності (GPA) навчальних курсів 3-го і 4-го років навчання у сфері інформаційних технологій. Серед володарів призу Георгіос Асіменос, Константінос Даскалакіс[22], Теодорос Касабаліс, Ясонас Коккінос, Харіс Волос та інші.

### Заходи
У 1996 році факультет інформатики Браунського університету оголосив про проведення свого симпозіуму «17th Industrial Partners Program» на честь дослідницької кар'єри Паріса Канеллакіса і запросив для читання лекцій деяких з його співавторів. Програми зустрічей, проведення яких було заплановано на 1996 та 1997 роки, і в деяких з яких, як очікувалося, повинен був взяти участь Канеллакіс, були змінені та/або присвятили свої роботи його пам'яті.
У 2001 році факультет інформатики Браунського університету відкрив щорічну лекцію, присвячену пам'яті Паріса Канеллакіса (англ. Paris Kanellakis Memorial Lecture), яка зазвичай проводиться наприкінці осіннього семестру, часто за участі колишніх співавторів і колег Канеллакіса. У попередні роки серед доповідачів були Арвінд Мітал, Синтія Дуорк, Анна Карлін, Річард Карп, Христос Пападімітріу, Міхаель Рабін, Моше Варді, Міхаліс Яннакакіс, Ендрю Яо та інші.
У 2002 році у пам'ять про Паріса Канеллакісі був проведений Грецький симпозіум з управління даними.
У 2003 році була організована зустріч під назвою «Principles of Computing & Knowledge: Paris C. Kanellakis Memorial Workshop», приурочена до 50-річчя вченого.

### Інше
Після смерті Паріса Канеллакіса деякі наукові журнали опублікували його спеціальні некрологи та/або присвятили свої випуски пам'яті вченого. Окремі автори присвятили Канеллакісу свої докторські дисертації та статті.
У 1996 році, в пам'ять про Паріса Канеллакіса і його родині, на території Лінкольн-Філд Браунського університету був посаджений гостролистий клен. Наступного року факультет інформатики перейменував свою бібліотеку на його честь. Скульптура «Horizon» роботи відомого грецького фізика Костаса Вароцоса, замовлена батьками Канеллакіса у пам'ять про їх сина і його родини, була встановлена неподалік Ліа в Корінфії (Пелопоннес, Греція) на їх власній території, переданій в дар міжнародною благодійною організацією «SOS-Дитячі села».